# Liste der portugiesischen Abgeordneten zum EU-Parlament (1989–1994)
Die Liste der portugiesischen Abgeordneten zum EU-Parlament (1989–1994) listet alle portugiesischen Mitglieder des 3. Europäischen Parlaments nach der Europawahl in Portugal 1989.

## Mandatsstärke der Parteien zum Ende der Wahlperiode
- KdL: 3
- SPE: 8
- RBW: 1
- LDR: 9
- EVP-ED: 3

| Nationale Partei                    | Mandate | Fraktion |
| ----------------------------------- | ------- | --- |
| Partido Social Democrata (PPD-PSD)  | 9       | Liberale und Demokratische Reformfraktion (LDR)                                                                                     |
| Partido Socialista (PS)             | 7       | Sozialistische Fraktion (SOC)Fraktion der Sozialdemokratischen Partei Europas (SPE) (ab 21. April 1993)                             |
| Parteilose Abgeordnete (Unabh.)     | 1       | Sozialistische Fraktion (SOC)Fraktion der Sozialdemokratischen Partei Europas (SPE) (ab 21. April 1993)                             |
| Parteilose Abgeordnete (Unabh.)     | 3       | Fraktion der Europäischen Volkspartei (EVP)Fraktion der Europäischen Volkspartei und europäischer Demokraten (EVP-ED) (ab Mai 1992) |
| Partido Comunista Português (PCP)   | 3       | Koalition der Linken (KdL) |
| Partido Renovador Democrático (PRD) | 1       | Regenbogenfraktion (RBW) |
| SUMME                               | 24      | |

## Abgeordnete
| Bild | Name                          | geb. | MdEP seit     | Wahlkreis | Partei    | Fraktion     | Kommentar |
| ---- | ----------------------------- | ---- | ------------- | --------- | --------- | ------------ | --- |
|      | Rui Amaral                    | 1943 | 13. März 1986 | Portugal  | PSD       | LDR          | |
|      | José Apolinário               | 1962 | 25. Jan. 1993 | Portugal  | PS        | SOC/SPE      | nachgerückt am 25. Januar 1993 für Fernando Gomes                                                                        |
|      | José Barata-Moura             | 1948 | 27. Okt. 1993 | Portugal  | PCP       | KdL          | nachgerückt am 27. Oktober 1993 für Rogério Brito                                                                        |
|      | José Barros Moura             | 1944 | 1. Jan. 1986  | Portugal  | PCP       | KdL          | ausgeschieden am 18. Dezember 1991, Rogério Brito rückte nach                                                            |
|      | Maria Belo                    | 1938 | 1. März 1988  | Portugal  | PS        | SOC/SPE      | |
|      | Rogério Brito                 | 1945 | 19. Dez. 1991 | Portugal  | PCP       | KdL          | nachgerückt am 19. Dezember 1991 für José Barros Moura; ausgeschieden am 26. Oktober 1993, José Barata-Moura rückte nach |
|      | António Capucho               | 1945 | 25. Juli 1989 | Portugal  | PSD       | LDR          | |
|      | Carlos Carvalhas              | 1941 | 25. Juli 1989 | Portugal  | PCP       | KdL          | ausgeschieden am 21. Oktober 1990, Sérgio Ribeiro rückte nach                                                            |
|      | José Vicente Carvalho Cardoso | 1923 | 25. Juli 1989 | Portugal  | parteilos | EVP/EVP-ED   | Austritt aus CDS am 14. Juli 1993                                                                                        |
|      | Carlos Coelho                 | 1960 | 11. Jan. 1994 | Portugal  | PSD       | LDR          | nachgerückt am 11. Januar 1994 für Virgílio Pereira                                                                      |
|      | António Coimbra Martins       | 1927 | 1. Jan. 1986  | Portugal  | PS        | SOC/SPE      | |
|      | João Cravinho                 | 1936 | 25. Juli 1989 | Portugal  | PS        | SOC/SPE      | |
|      | Artur da Cunha Oliveira       | 1924 | 1. Jan. 1986  | Portugal  | PS        | SOC/SPE      | |
|      | Vasco Garcia                  | 1939 | 25. Juli 1989 | Portugal  | PSD       | LDR          | |
|      | Fernando Gomes                | 1946 | 1. Jan. 1986  | Portugal  | PS        | SOC          | ausgeschieden am 24. Januar 1993, José Apolinário rückte nach                                                            |
|      | Pedro Manuel Canavarro        | 1937 | 25. Juli 1989 | Portugal  | PRD       | SOCRBW       | Fraktionswechsel (von SOC zu RBW) am 6. Dezember 1990, Parteiwechsel (von PS zu PRD) am 18. Februar 1991                 |
|      | Luís Marinho                  | 1949 | 25. Juli 1989 | Portugal  | PS        | SOC/SPE      | |
|      | António Marques Mendes        | 1934 | 25. Juli 1989 | Portugal  | PSD       | LDR          | |
|      | Margarida Salema O. Martins   | 1954 | 25. Juli 1989 | Portugal  | PSD       | LDR          | |
|      | José Mendes Bota              | 1955 | 25. Juli 1989 | Portugal  | PSD       | LDR          | |
|      | Joaquim Miranda               | 1950 | 25. Juli 1989 | Portugal  | PCP       | KdL          | |
|      | Luís Filipe Pais Beirôco      | 1939 | 25. Juli 1989 | Portugal  | parteilos | EVP/EVP-ED   | Austritt aus CDS am 30. September 1993                                                                                   |
|      | Virgílio Pereira              | 1941 | 1. Jan. 1986  | Portugal  | PSD       | LDR          | ausgeschieden am 10. Januar 1994, Carlos Coelho rückte nach                                                              |
|      | Carlos Pimenta                | 1955 | 14. Sep. 1987 | Portugal  | PSD       | LDR          | |
|      | Francisco Lucas Pires         | 1944 | 1. Jan. 1986  | Portugal  | parteilos | EVP/EVP-ED   | Austritt aus CDS am 17. Februar 1991                                                                                     |
|      | Manuel Porto                  | 1943 | 25. Juli 1989 | Portugal  | PSD       | LDR          | |
|      | Sérgio Ribeiro                | 1935 | 22. Okt. 1990 | Portugal  | PCP       | KdL          | nachgerückt am 22. Oktober 1990 für Carlos Carvalhas                                                                     |
|      | Maria Amélia Santos           | 1952 | 25. Juli 1989 | Portugal  | parteilos | G/EFASOC/SPE | Parteiaustritt (PEV) am 21. Juli 1991; Fraktionswechsel (von G/EFA zu SOC) am 22. Juli 1991                              |
|      | José Manuel Torres Couto      | 1947 | 25. Juli 1989 | Portugal  | PS        | SOC/SPE      | |